# Епархия Барра-ду-Гарсаса
Епархия Барра-ду-Гарсаса (лат. Dioecesis Barragartiensis) — епархия Римско-католической церкви c центром в городе Барра-ду-Гарсас, Бразилия. Епархия Барра-ду-Гарсаса входит в митрополию Куябы. Кафедральным собором епархии Барра-ду-Гарсаса является собор Пресвятой Девы Марии.

## История
27 февраля 1982 года Римский папа Иоанн Павел II выпустил буллу Cum in pastorali munere, которой учредил епархию Барра-ду-Гарсаса, выделив её из епархии Гиратинги.
23 декабря 1997 года епархия Барра-ду-Гарсаса передала часть своей территории новоучреждённой территориальной прелатуре Паранатинги.
25 июня 2014 года в состав епархии Барра-ду-Гарсаса вошла часть территории упразднённой епархии Гиратинги.

## Ординарии епархии
- епископ Antônio Sarto (25.03.1982 — 23.05.2001);
- епископ Protógenes José Luft (с 23.05.2001).

## Источник
- Annuario Pontificio, Ватикан, 2007
- Булла Cum in pastorali munere  (лат.)